# Parville
Parville é uma comuna francesa na região administrativa da Normandia, no departamento de Eure. Estende-se por uma área de 4,53 km². Em 2010 a comuna tinha 306 habitantes (densidade: 67,5 hab./km²).